# Milan Nikolić (Akkordeonist)

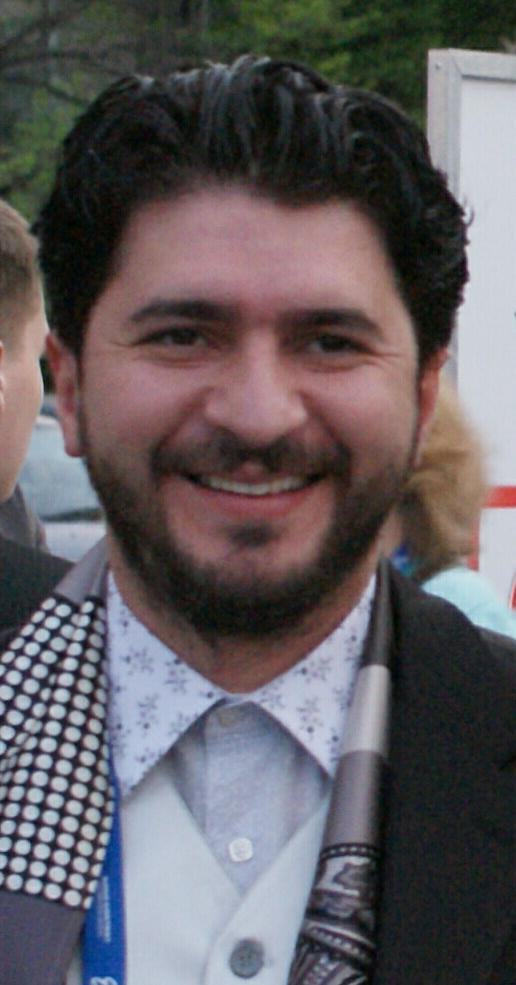
Milan Nikolić (2009)

Milan Nikolić (serb.: Милан Николић; * 2. Juli 1979 in Svetozarevo) ist ein serbischer Akkordeonist.

## Leben und Wirken
In jungen Jahren kam er mit seiner Familie nach Paris, wo er am Konservatorium Musik studierte. Wieder zurück in seinem Heimatland wurde er mehrfach als „bester Akkordeonist Serbiens“ ausgezeichnet.
Zusammen mit dem Sänger Marko Kon gewann er die Beovizija 2009, daher durften die beiden beim Eurovision Song Contest 2009 in Moskau für Serbien an den Start gehen. Mit dem Popsong Cipela erreichten sie Platz 10 im zweiten Halbfinale und verpassten so den Einzug ins Finale.